# Алексеевский район (Волгоградская область)
Алексе́евский райо́н — административно-территориальная единица (район) и одноимённое муниципальное образование (муниципальный район) в Волгоградской области России.
Административный центр — станица Алексеевская.

## География
Район расположен в северо-западной части Волгоградской области.
Территория района — 2,3 тыс. км².

### Природа
Располагается район в чернозёмно-степной зоне и подзоне южных и обыкновенных чернозёмов.
По району протекают крупные реки Хопёр и Бузулук.
На территории района располагаются крупные залежи мела, извести, глины, строительного песка и бутового камня.
Многие представители животного и растительного мира, обитающие на территории района, занесены в Красную книгу.

## История
Алексеевский район учрежден Постановлением Президиума ВЦИК 23 июня 1928 года в составе Хопёрского округа Нижне-Волжского края. С 1934 года в составе Сталинградского края, с 1936 года — Сталинградской (с 1961 — Волгоградской) области.
1 февраля 1963 года район был упразднён, 30 декабря 1966 восстановлен.
31 декабря 2004 года в соответствии с Законом Волгоградской области № 988-ОД район наделён статусом муниципального района. В его составе образованы 15 муниципальных образований (сельских поселений).

## Символика
Новые флаг и герб Алексеевского муниципального района Волгоградской области утверждены 1 февраля 2001 года Постановлением Алексеевской районной думы Волгоградской области № 1/6.
Автор символики — Ю. М. Курасов

### Герб
Герб района представляет собой традиционный для российской геральдики прямоугольный геральдический щит. Щит рассечен голубым вилообразным крестом шириной в одну двадцатую ширины герба с жёлтой каймой. В верхней красной части щита изображены скрещённые желтые булава и два бунчука. В левой синей части щита изображены друг под другом два пучка пшеничных колосьев, а между ними — крылатый шлем. В правой синей части щита изображения расположенных друг над другом желтых тюльпанов, а между ними — жёлтой подковы. 
 

В геральдической терминологии описание Герба района звучит следующим образом: 

«Геральдический щит рассечен лазурным вилообразным крестом с золотой каймой на верхнее червленое, правое и левое лазурные поля. В червленом поле — скрещённые золотые казачьи клейноды — булава и два бунчука. В правом лазурном поле по вертикали два золотых пучка их трёх пшеничных колосьев каждый, расположенные в виде геральдических лилий и золотой крылатый шлем Меркурия между ними. В левом лазурном поле по вертикали два золотых тюльпана и золотая подкова шипами вниз между ними».—  Геральдикум, Алексеевский район

### Флаг
Прямоугольное полотнище синего цвета в пропорциях 2:3, разделённое по горизонтали голубой полосой, шириной в одну двадцатую ширины флага, обрамленной жёлтой каймой. На расстоянии одной трети длины Флага от древка полоса с каймой раздваивается, расходясь к расположенным у древка углам флага. Образованный расходящимися концами разделительной полосы треугольник — красного цвета.—  Геральдика.ру, Флаг Алексеевского района

### Обоснование символики
Символика Герба и Флага района

Голубой вилообразный крест символизирует протекающие по территории района реки Хопёр и впадающий в неё Бузулук. Синий цвет полей герба и полотнища флага — это традиционный цвет донского казачества, представители которого составляют основную часть населения района и с которым связана его славная многовековая история. Комбинация же синего, жёлтого и красного цветов — это цветовая гамма донского казачьего флага.

Кроме того, синий цвет является символом мудрости, гармонии и духовного совершенства, жёлтый цвет символизирует процветание, а красный — символ гордости, свободы и стойкости жителей района на протяжении веков, их храбрости и мужества, проявленных в войнах и сражениях. 
 

Пшеничные колосья символизируют основу экономики района — земледелие, подкова — животноводство и славные казачьи традиции, а также счастье и удачу, тюльпаны — неповторимую природу района. Крылатый шлем Меркурия — покровителя коммерции, путешествий и общения, символизирует торговлю, предпринимательство и транспорт, а также напоминает о том, что в дореволюционный период здесь действовала одна из крупнейших ярмарок казачьего края. 
 

Булава и бунчуки, как символы казачества и атаманской власти,  напоминают о том, что в первой половине XIX века станица Алексеевская была центром Хопёрского округа Области войска Донского, и символизируют современное возрождение славных казачьих традиций.—  Геральдикум, Алексеевский район

## Население
| 1939    | 1959    | 1970    | 1979    | 1989    | 2002    | 2009    | 2010    | 2012    | 2013    |
| ------- | ------- | ------- | ------- | ------- | ------- | ------- | ------- | ------- | ------- |
| 22 979  | ↘18 669 | ↗26 196 | ↘22 617 | ↘20 039 | ↘19 189 | ↘16 342 | ↗18 166 | ↘17 650 | ↘17 285 |
| 2014    | 2015    | 2016    | 2017    | 2018    | 2019    | 2020    | 2021    |         |         |
| ↘16 935 | ↘16 632 | ↘16 361 | ↘16 202 | ↘15 894 | ↘15 639 | ↘15 376 | ↘15 280 |         |         |

### Гендерный состав
- мужчин — 47,2 %;
- женщин — 52,8 %.

### Национальный состав
По итогам переписи населения 2020 года проживали следующие национальности (национальности менее 0,1 % и другое см. в сноске к строке «Другие»):
| Национальность | Численность, чел. | Доля     |
| -------------- | ----------------- | -------- |
| Русские        | 13 999            | 91,62 %  |
| Армяне         | 95                | 0,62 %   |
| Азербайджанцы  | 40                | 0,26 %   |
| Марийцы        | 23                | 0,15 %   |
| Другие         | 1123              | 7,35 %   |
| Итого          | 15 280            | 100,00 % |

## Муниципально-территориальное устройство
В Алексеевском муниципальном районе выделяются 15 муниципальных образований со статусом сельских поселений:
| №  | Муниципальное образование            | Административный центр   | Количество населённых пунктов | Население (чел.) | Площадь (км²) |
| -- | ------------------------------------ | ------------------------ | ----------------------------- | ---------------- | ------------- |
| 1  | Алексеевское сельское поселение      | станица Алексеевская     | 1                             | ↘3677            | 214.05        |
| 2  | Аржановское сельское поселение       | станица Аржановская      | 4                             | ↘712             | 165.72        |
| 3  | Большебабинское сельское поселение   | хутор Большой Бабинский  | 3                             | ↘467             | 99.57         |
| 4  | Краснооктябрьское сельское поселение | посёлок Красный Октябрь  | 7                             | ↘725             | 283.58        |
| 5  | Ларинское сельское поселение         | хутор Ларинский          | 2                             | ↘700             | 86.30         |
| 6  | Поклоновское сельское поселение      | хутор Поклоновский       | 5                             | ↘543             | 137.00        |
| 7  | Реченское сельское поселение         | хутор Реченский          | 4                             | ↘567             | 131.82        |
| 8  | Рябовское сельское поселение         | хутор Рябовский          | 6                             | ↘961             | 318.25        |
| 9  | Самолшинское сельское поселение      | хутор Самолшинский       | 5                             | ↗656             | 78.932        |
| 10 | Солонцовское сельское поселение      | хутор Солонцовский       | 4                             | ↘546             | 102.60        |
| 11 | Стеженское сельское поселение        | хутор Стеженский         | 7                             | ↗694             | 120.03        |
| 12 | Трёхложинское сельское поселение     | хутор Трёхложинский      | 4                             | ↘479             | 137.34        |
| 13 | Усть-Бузулукское сельское поселение  | станица Усть-Бузулукская | 3                             | ↘2362            | 175.69        |
| 14 | Шарашенское сельское поселение       | хутор Шарашенский        | 4                             | ↘738             | 153.78        |
| 15 | Яминское сельское поселение          | хутор Яминский           | 2                             | ↘1384            | 92.50         |

## Населённые пункты
Алексеевский район включает 61 населённый пункт.
| №  | Населённый пункт   | Тип     | Население | Муниципальное образование            |
| -- | ------------------ | ------- | --------- | ------------------------------------ |
| 1  | Алексеевская       | станица | ↘3677     | Алексеевское сельское поселение      |
| 2  | Андреяновка        | хутор   | 102       | Рябовское сельское поселение         |
| 3  | Арепьев            | хутор   | 56        | Трёхложинское сельское поселение     |
| 4  | Аржановская        | станица | 772       | Аржановское сельское поселение       |
| 5  | Барминский         | хутор   | 211       | Усть-Бузулукское сельское поселение  |
| 6  | Большая Таволжанка | хутор   | 112       | Краснооктябрьское сельское поселение |
| 7  | Большевик          | хутор   | 0         | Краснооктябрьское сельское поселение |
| 8  | Большой Бабинский  | хутор   | 297       | Большебабинское сельское поселение   |
| 9  | Гореловский        | хутор   | 0         | Поклоновское сельское поселение      |
| 10 | Гремячий           | хутор   | 0         | Рябовское сельское поселение         |
| 11 | Гущинский          | хутор   | 184       | Самолшинское сельское поселение      |
| 12 | Долговский         | хутор   | 0         | Шарашенское сельское поселение       |
| 13 | Ежовка             | хутор   | 160       | Рябовское сельское поселение         |
| 14 | Ендовский          | хутор   | 10        | Самолшинское сельское поселение      |
| 15 | Захаровский        | хутор   | 48        | Шарашенское сельское поселение       |
| 16 | Земляничный        | хутор   | 0         | Краснооктябрьское сельское поселение |
| 17 | Зотовская          | станица | 76        | Аржановское сельское поселение       |
| 18 | Иголинский         | хутор   | 0         | Поклоновское сельское поселение      |
| 19 | Исакиевский        | хутор   | 271       | Поклоновское сельское поселение      |
| 20 | Кочкаринский       | хутор   | 175       | Яминское сельское поселение          |
| 21 | Красинский         | хутор   | 42        | Солонцовское сельское поселение      |
| 22 | Красный Октябрь    | посёлок | 895       | Краснооктябрьское сельское поселение |
| 23 | Кудиновский        | хутор   | 11        | Самолшинское сельское поселение      |
| 24 | Ларинский          | хутор   | 647       | Ларинское сельское поселение         |
| 25 | Липинский          | хутор   | ↘0        | Стеженское сельское поселение        |
| 26 | Лукьяновский       | хутор   | 0         | Поклоновское сельское поселение      |
| 27 | Лунякинский        | хутор   | 31        | Реченское сельское поселение         |
| 28 | Митькин            | хутор   | 2         | Трёхложинское сельское поселение     |
| 29 | Нестеровский       | хутор   | 143       | Реченское сельское поселение         |
| 30 | Ольховский         | хутор   | 59        | Большебабинское сельское поселение   |
| 31 | Ольховский         | хутор   | 0         | Солонцовское сельское поселение      |
| 32 | Павловский         | хутор   | #Н/Д      | Большебабинское сельское поселение   |
| 33 | Пимкинский         | хутор   | 138       | Самолшинское сельское поселение      |
| 34 | Плес               | хутор   | 12        | Аржановское сельское поселение       |
| 35 | Подпесочный        | хутор   | 53        | Стеженское сельское поселение        |
| 36 | Поклоновский       | хутор   | 406       | Поклоновское сельское поселение      |
| 37 | Политовский        | хутор   | 0         | Рябовское сельское поселение         |
| 38 | Поляновский        | хутор   | 124       | Стеженское сельское поселение        |
| 39 | Помалинский        | хутор   | 196       | Стеженское сельское поселение        |
| 40 | Попов              | хутор   | 93        | Краснооктябрьское сельское поселение |
| 41 | Реченский          | хутор   | 408       | Реченское сельское поселение         |
| 42 | Решетовский        | хутор   | 41        | Шарашенское сельское поселение       |
| 43 | Рябовский          | хутор   | 871       | Рябовское сельское поселение         |
| 44 | Самолшинский       | хутор   | 413       | Самолшинское сельское поселение      |
| 45 | Светлый Яр         | посёлок | 0         | Краснооктябрьское сельское поселение |
| 46 | Серебрянский       | хутор   | 77        | Краснооктябрьское сельское поселение |
| 47 | Сидоровка          | хутор   | 6         | Аржановское сельское поселение       |
| 48 | Скулябинский       | хутор   | 138       | Трёхложинское сельское поселение     |
| 49 | Солонцовский       | хутор   | 560       | Солонцовское сельское поселение      |
| 50 | Становский         | хутор   | 56        | Рябовское сельское поселение         |
| 51 | Стеженский         | хутор   | 370       | Стеженское сельское поселение        |
| 52 | Суховский          | хутор   | 48        | Реченское сельское поселение         |
| 53 | Титовский          | хутор   | 227       | Усть-Бузулукское сельское поселение  |
| 54 | Трёхложинский      | хутор   | 337       | Трёхложинское сельское поселение     |
| 55 | Угольский          | хутор   | ↗87       | Стеженское сельское поселение        |
| 56 | Усть-Бузулукская   | станица | ↗2688     | Усть-Бузулукское сельское поселение  |
| 57 | Чечеровский        | хутор   | 181       | Ларинское сельское поселение         |
| 58 | Шарашенский        | хутор   | 760       | Шарашенское сельское поселение       |
| 59 | Шубинский          | хутор   | 0         | Стеженское сельское поселение        |
| 60 | Яминский           | хутор   | 55        | Солонцовское сельское поселение      |
| 61 | Яминский           | хутор   | ↘1529     | Яминское сельское поселение          |

## Экономика
Значительную роль в экономике района играет сельское хозяйство: из 2,3 тыс. км² общей площади района 1,9 тыс. км² занимают сельскохозяйственные угодья. Здесь выращивается зерно, подсолнечник, гречиха, бахчевые культуры.
Кроме этого в районе производится и животноводческая продукция.

### Транспорт
Алексеевский район расположен вблизи (40 км) от федеральной автомобильной трассы «М-6» «Москва—Волгоград» и железнодорожной станции Филоново, Приволжской железной дороги. От автотрассы «М-6» и железнодорожной станции к станице Алексеевская проложена хорошая асфальтированная дорога. Эта дорога пересекает весь Алексеевский район в юго-западном направлении и является кратчайшим путём от трассы «М-6» до Ростовской области (через Волгоградскую область).

## Образование
В хуторе Самолшинский открыта Самолшинская школа-интернат «Алексеевский кадетский казачий корпус».

## Достопримечательности
На территории Алексеевского района находятся объекты особо охраняемых природных территорий:
- охотничий заказник «Усть-Бузулукский» (место охраны и воспроизводства диких животных в том числе бобра и выхухоли);
- государственный памятник природы озеро «Строкальное» (воспроизводство рыбы — лещ, рыбец);
- озеро «Култук» (воспроизводство водоплавающей дичи);
- озеро «Бабинское» (на поверхности водоёма плавающие острова древесно-кустарниковой растительности);
- урочище «Остров» (ценный пойменный лесной массив с преобладанием дуба, осины, ольхи);
- ландшафтный заказник «Тюльпанный» (участок целинной степи с тюльпанами Шренка).

## Известные уроженцы
- Валентин Михайлович Сеймов (1928, х. Рябовский — 2008) — советский и украинский учёный в области механики деформируемого твердого тела, динамической теории упругости, доктор технических наук (1977), профессор (1988)[36].
- Иван Васильевич Мушкетов (9 января (21 января) 1850, станица Алексеевская, Область Войска Донского — 10 января (23 января) 1902, Санкт-Петербург) — русский учёный, геолог и географ, профессор Петербургского горного института, знаменитый путешественник, член Императорского Русского Географического Общества. Исследователь Средней Азии, проводил геологические изыскания на Урале, на Кавказе, а также изыскания Кругобайкальской железной дороги (транссибирская магистраль)[37] в Восточной Сибири.